# Chiesa di Santa Maria Maggiore (Avigliana)
La chiesa di Santa Maria Maggiore è un edificio religioso di Avigliana.

## Descrizione
Santa Maria Maggiore a una prima osservazione da un'immagine d'impronta settecentesca nella facciata principale ad est, barocca negli interni, compresi gli apparati decorativi della porzione absidale, planimetricamente e volumetricamente manifesta il suo impianto gotico e tracce ancora più antiche delle sue origine romaniche. 

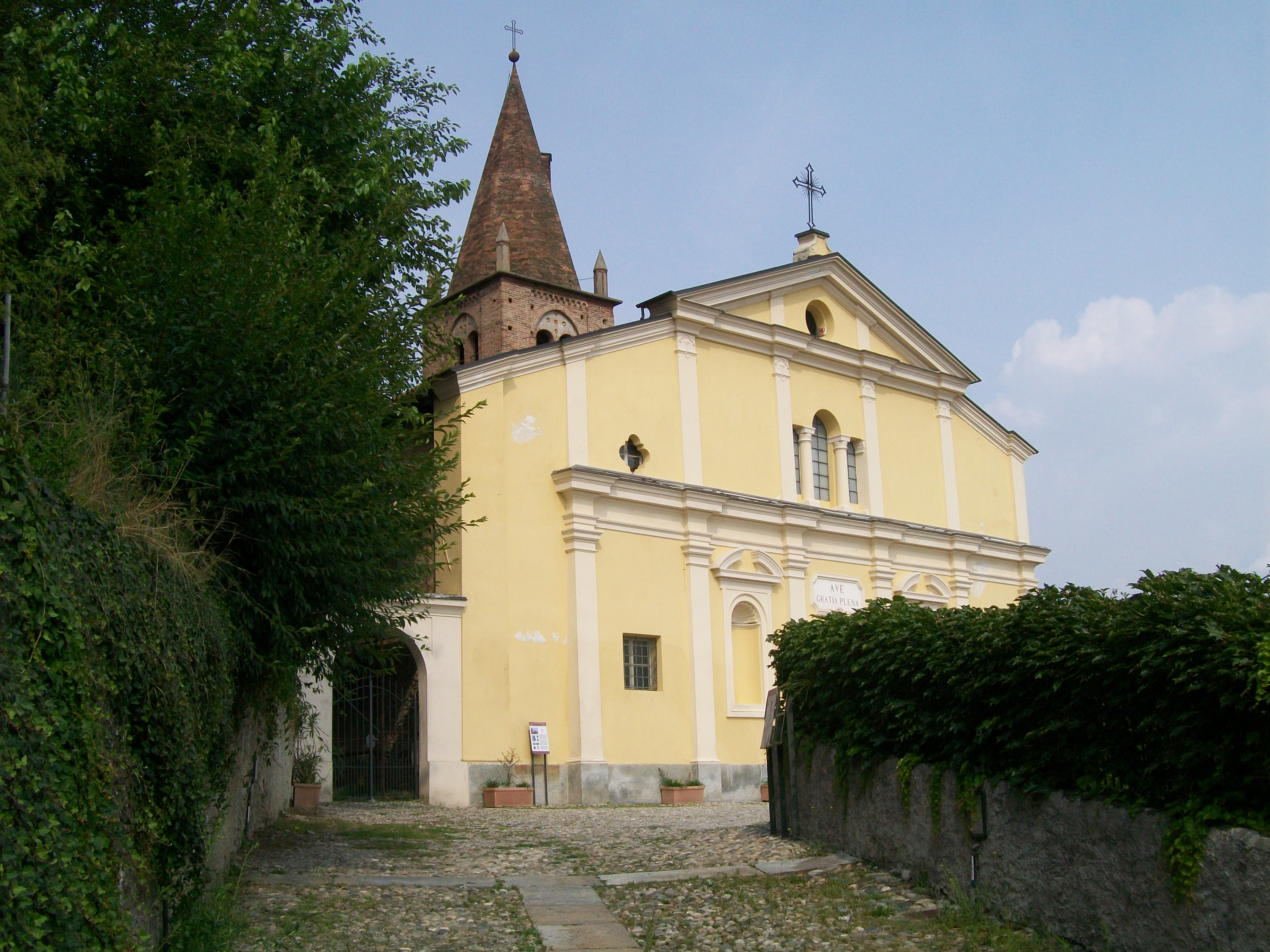

Sicuramente la Chiesa dimostra anche dall'esterno la sua complessità stratigrafica determinata dalla pregnanza storica che l'edificio ha assunto nel corso del tempo. 
Le prime tracce materiali di una fondazione medioevale sono localizzabili in un'area circoscritta nel raggio di pochi metri quadrati intorno al campanile: consistono in alcuni indizi di costruzione rintracciabili all'interno, nel piccolo vano posto fra il campanile e l'area presbiteriale, ricavato in seguito a rimaneggiamenti successivi e in cui trova spazio la prima rampa della scala di legno che consente l'accesso ai piani alti della torre campanaria. Anche all'esterno, lungo l'attuale parete perimetrale nord della chiesa sono presenti alcuni segni tangibili, in contiguità con la base della torre campanaria, parzialmente coerenti con quelle interne. Nel vano interno segnalato, a sinistra dell'attuale accesso e ricavato nella parete sud del campanile, è visibile la base del pilastro in mattoni che, attualmente, serve da supporto all'arcata portante est della volta del presbiterio e quella ovest della prima cappella destra della chiesa. Il residuo di colonna pilastro, a base apparentemente circolare, però non è perfettamente allineato alle strutture soprastanti, anch'esse riferibili solo in parte a una fase successiva, coerenti con il momento “gotico” della costruzione, che subì ulteriori rimaneggiamenti in età barocca: condizione che documenta un momento di transizione fra la fine del XII e l'inizio del XIII secolo. La struttura, inoltre, presenta discrete analogie formali e tecniche, compreso il dato della quota, con la parte residua di un pilastro identificabile lungo la parete nord esterna della chiesa: posto ad alcuni metri di distanza dall'angolo creato dal campanile e il muro perimetrale della cappella destra, in cui è incorporato, può essere riconoscibile come punto di riferimento di una struttura portante ad archi (una crociera) di cui il precedente pilastro doveva costituire un altro punto di sostegno. Anche in questo caso l'analisi del manufatto, presumibilmente e pianta quadrata, di considerevoli proporzioni e con gli angoli a sviluppo lobato, può far supporre una sua posizione non perimetrale, ma come punto di rinvio di una struttura a crociera che doveva svilupparsi nello spazio attualmente esterno alla chiesa. Ma non sono ipotizzabili né l'estensione complessiva di questa fase del monumento, né l'effettiva coincidenza al criterio dell'orientamento dell'area absidale. A supporto dell'ipotesi sulla datazione della chiesa concorrono dei documenti, di questo periodo, che attestano che questa sia stata scelta come sede di transizione a vantaggio della Certosa di Montebenedetto. In essi si nominano più volte il cimitero e il portico dell'edificio religioso le cui arcate, di modeste dimensioni, fanno pensare ad un orientamento ortogonale della chiesa rispetto all'attuale, il che farebbe supporre uno sviluppo più modesto rispetto a quello evidente in età gotica.

## Storia

### Dalle origini al XII secolo
Le origini della chiesa di Santa Maria Maggiore in Borgo vecchio sono incerte. Le prime notizie risalgono al 774 quando vennero realizzati i primi rifacimenti dopo i gravi danni subiti dalla Chiesa nel 773 nel corso della battaglia tra Carlo Magno ed i Longobardi. 
Nel 806 però la chiesa di Santa Maria fu distrutta da un'orda dei Saraceni, che passati dalla Spagna alla Francia, invasero la Valle di Susa, saccheggiando e incendiando. Soltanto tra il 900 e il 980 con Arduino Glabrione e Manfredi I la chiesa ebbe il suo secondo rifacimento. 
È del XII secolo il primo documento che faccia esplicitamente riferimento alla chiesa: si riferisce a un donativo che va a vantaggio della congregazione di San Lorenzo di Oulx, da cui Santa Maria dipenderebbe già a questa data. Conferma da Papa Adriano IV, al prevosto ulciense Pietro II, delle chiese che la prevostura ha acquistato in più diocesi, compresa quella torinese:  nel lungo elenco è compresa la chiesa di Avigliana con i suoi “tituli” e le sue pertinenze, essa è citata in un contesto di dipendenze e con il ricorso ad un formulario che rimane sostanzialmente invariato nei successivi atti di conferma pontifici e vescovili.
Nel 1159 l'imperatore Federico I conferma, tra i privilegi della Chiesa di Torino, la corte di Avigliana con il castello, la pieve ed il distretto. Nel 1164 Federico Barbarossa, in lotta contro il Beato Umberto III, ordinò la distruzione tanto del castello, quanto della chiesa di Santa Maria e dei Portici di Borgo Vecchio. Successivamente nel 1165 il vescovo torinese Carlo e poco dopo nel 1170 il conte Umberto III, dimostrano interesse alle sorti complessive della prevostura di Oulx compresa la chiesa di Avigliana. Il terzo rifacimento della Chiesa avvenne tra il 1215 ed il 1223 ad opera di Tomaso I,  figlio di Umberto III, che fece inoltre ricostruire i portici e la Reggia in Borgo Vecchio. La chiesa di Santa Maria, ben inserita per tutto il XII secolo nella sfera di controllo dei canonici ulciensi è protetta, dall'alto, da un castello vescovile; solo nel secolo successivo la situazione tende a complicarsi per l'avvenuto cambio della guardia della rocca ad opera sabauda Dall'inizio del XIII secolo, intanto la qualità dei documenti, che in qualche maniera riguardano la chiesa, tende a mutare: dagli atti ufficiali che sanciscono le grandi strategie, si passa a una documentazione diversa e di carattere locale sempre più fitta, in cui la chiesa aviglianese comincia a comparire, oltre che come sede di distrettuazione plebana, con la sua dedica precisa. La chiesa continua ad essere la sede ufficiale di una pieve importante che assume un ruolo di riferimento per atti di transazione in cui sono coinvolti enti ecclesiastici influenti, come Montebenedetto, e ricchi proprietari terrieri. Mentre nel castello si va strutturando il sistema di castellania, la pieve svolge un compito parallelo, che non si limita alle questioni connesse con la cura delle anime. L'area antistante alla chiesa, il portico, il cimitero, la casa del priore sono i luoghi prescelti per la redazione degli atti e ciascuno di questi spazi si va caricando di valenze simboliche per la comunità. Il Gastaldo di Avigliana, Garnerio, concedendo per testamento cospicui beni alla certosa di Montebenedetto, non dimentica di far registrare allo scrivano di aver eletto la chiesa di Santa Maria come luogo +ideale per la sua “quietam sepulturam”.

### Dal XIV al XVI secolo
Con l'avanzare del XIV secolo il sistema plebano va diffusamente cedendo il posto a una struttura che assume le caratteristiche della parrocchia. La crescita di autonomia della chiesa aviglianese, rispetto alla tradizionale dipendenza dalla prevostura, procede di pari passo con il moltiplicarsi delle forme di ingerenza laica locale, formalizzate nell'esercizio dei diritti di avocazia e di patronato. A questo nuovo ruolo si devono, probabilmente, le novità risalenti alla metà del secolo riguardanti, in particolare, la realizzazione della parte alta del campanile.
L'edificio in epoca quattrocentesca era a tre navate, costituite ciascuna di tre campate, con l'aggiunta del presbiterio e del coro ed  impianto pentagonale dell'abside. L'impianto quattrocentesco rimarrà probabilmente invariato fino al XVII secolo.
Nel 1536 la chiesa fu distrutta per la quarta volta in seguito a un'incursione dei francesi. La Chiesa venne riedificata per opera di Emanuele Filiberto dopo la cacciata dei Francesi (battaglia di San Quintino, pace di Chateau Cambresis 1557-1559). Con questo rifacimento la chiesa perse la sua fisionomia originale a sesto acuto. 
Esiste una testimonianza diretta dello stato in versava la Chiesa ad agosto del 1584 in seguito alla visita di Monsignor Peruzzi, il prelato fa notare che: “La chiesa è nel complesso sufficientemente ampia, consta di tre navate ed è interamente coperta di volte, tuttavia le volte sono spezzate in più punti e minacciano di rovinare in modo disastroso. La chiesa poi non è pavimentata ed è piena di immondizie, perciò vedendo la chiesa in cattive condizioni e quasi completamente abbandonata ordina prima di tutto che venga pavimentata con buoni mattoni e che vengano restaurate congiuntamente le pareti nude e le volte che minacciano di cadere rovinosamente in molti punti”. Nello stesso anno il quadro d'insieme dell'interno della chiesa risulta composto da undici altari, quasi certamente disposti 5 per parte, più l'altare maggiore. Il documento inoltre fa riferimento esplicito a sei cappelle, la situazione è complessivamente deplorevole, più per lo stato degli arredi che per quello dell'immobile, a parte un paio di cappelle (quasi certamente le prime due di destra). Al di là del degrado fisico della struttura, la descrizione che offre Monsignor Peruzzi rappresenta, con buona approssimazione, la ricchezza materiale, la varietà delle dediche e dei patronati profusa all'inizio del secolo, offrendo un interessante spaccato della società aviglianese. 
A cinque, forse sei, patroni privati, provenienti dalle più influenti famiglie cittadine, di riferiscono altrettanti altari.

### Dal XVII al XIX secolo
Prima della fine del XVII secolo la chiesa ebbe la sua quinta riedificazione con le attuali linee di ispirazione barocca. Delle linee originarie rimangono il campanile e l'abside ed anche il coro conserva la forma a sesto acuto. Di come la chiesa sia stata trasformata si ha notizia dai documenti della visita pastorale dell'arcivescovo torinese monsignor Michele Beggiamo del 5 ottobre 1673, nei quali la chiesa viene descritta come un edificio a una sola navata voltata e imbiancata, il tabernacolo dell'altare è rimasto quello antico, il fonte battesimale in fase di costruzione. L'altare ed il presbiterio sono chiusi da una balaustra lignea, posta su 4 gradini di cotto. Dietro l'altare, nel coro, è sistemato l'armadio per le sacre suppellettili, perché non c'è sacrestia. Scendendo dal presbiterio il prelato trova la cappella della Madonna del Carmine su cui troneggia l'icona raffigurante la Vergine e i santi Elia e Teresa. Dal documento si comprende che la chiesa è incompleta e che i lavori da completare prevedono:
- Il rifacimento delle campate centrali e del presbiterio fino all'ingresso attuale
- L'innalzamento delle volte delle due cappelle del transetto
- L'erezione della nuova facciata
- Probabilmente la realizzazione della cappella che sarà denominata delle Reliquie
- Il riadattamento a sacrestia del “locus” accanto al presbiterio.[6]

La facciata viene completata nel 1673 nelle forme con cui ancora oggi si presenta.
Tra la fine del Seicento e i primi anni del Settecento prende forma la cappella delle Reliquie di cui oggi, oltre agli affreschi della volta, non resta più nulla, anche se i documenti rinvenuti ne restituiscono un'immagine particolarmente ricca di arredi.
Nei primi decenni del settecento viene rinnovato il portale, che è quello attuale, lo si evince dai motivi decorativi delle specchiature ed il cartiglio a stucco soprastante.
Fino ai primi anni del XIX secolo la chiesa non subisce consistenti mutamenti ma neppure gli opportuni atti conservativi tant'è che, intorno al 1820, si rendono indispensabili operazioni di manutenzione ti tale portata da imporre il suo temporaneo trasferimento nella chiesetta del Gesù. La supplica del nuovo priore accolta dall'arcivescovo precisa che si sono rese necessarie riparazioni intorno e interno alla Chiesa Parrocchiale. Da questo momento l'aspetto della chiesa si avvia verso una fase di profonda riplasmazione e non solo di natura decorativa:
- Si riattivano le cappelle laterali che renderanno meno percepibile l'impianto barocco a navata unica
- Si procede con la ridecorazione della volta, delle parti alte della navata e del presbiterio e con l'intero coro, esclusa la facciata inferiore cui aderiscono gli stalli.[7]
- Nel complesso i motivi sono compatibili con il gusto neogotico del periodo commisto a sopravvenienze neoclassiche o tardo settecentesche. La decorazione della volta ha comportato la scomparsa degli ornati precedenti che padre Placido Bacco invece, ricorda” …nel 1818, visitando io nella mia giovinezza, ammirava alcuni lavori che erano una vera e ricca vegetazione di foglie, fiori e frutti, disposti in vari modi, e nei capitelli ghirlande e mazzetti, e rivedendo questo tempio quando già ero monaco, più non osservai questi fregi i quali erano scomparsi sotto i due priori don Dellavalle e don Peretti”[2]

All'inizio del XIX secolo vennero rinnovate le cappelle. Tra il 1834 e il 1835 venne ampliata la sagrestia portandola alle dimensioni attuali.
I primi anni fino all'inizio del 1880, trascorrono all'insegna di modeste spese conservative. Gli spazi rituali rimangono gli stessi di mezzo secolo prima, cambiano però le apparenze decorative e la maggior parte delle macchine d'altare. Poco dopo il rinnovamento dell'orchestra, nel 1881, si colloca un significativo momento di riaggregazione della vita religiosa in Santa Maria. Nel 1886 si provvede al nuovo altare maggiore in marmo, sostituendolo a quello in muratura del 1672.

### XX e XXI secolo
Nel 1923 si pensa alla costruzione di una nuova cappella a destra, sfruttando l'impianto dell'antica campata, poi murata per tumularvi i resti di don Balbiano. I lavori della cappella hanno inizio nel 1923 e già il 2 settembre la salma, esumata dal cimitero di San Pietro, viene tumulata nel nuovo sepolcro in Santa Maria. Il sarcofago a parete è completato da un'epigrafe e sormontato dal busto realizzato dallo scultore Tancredi Pozzi.
Nel 1928 la cappella, che non può essere ancora ufficialmente dedicata a don Balbiano, non essendone avviato il “processo informativo” presso la Curia torinese, trova un'intitolazione.
Umberto, principe di Piemonte, dona il 10 novembre un prezioso crocifisso proveniente dalla Terrasanta e il quadro del Beato Umberto, realizzato nel 1926 dal pittore di origine biellese Paolo Giovanni Crida: il 2 dicembre dello stesso anno ha luogo la posa dell'icona d'altare.
Negli anni '60 l'espansione della città verso la parte moderna è causa dell'abbandono del borgo medievale e quindi della sua antica chiesa dove, solo una volta all'anno, in occasione della festa della Madonna del Carmine, si celebra la Santa Messa ed una fiaccolata di fedeli congiunge idealmente la nuova chiesa di Santa Maria, inaugurata nel 1976, a quella di Santa Maria Maggiore di Borgo Vecchio. Negli anni la chiesa subisce numerosi furti che la spogliano man mano di tutti gli arredi sacri e, come ogni edificio in disuso, si deteriora rapidamente.
Grazie al Parroco Don Roberto Balbiano, dei borghigiani e di alcune associazioni di volontari, sono stati possibili alcuni interventi strutturali che ne hanno impedito il completo degrado. Nel '99 si presenta la necessità di trovare un contenitore adeguato alla Collezione della scultrice Elsa Veglio Turino, già ospite del Santuario Madonna dei Laghi di Avigliana, e l'attenzione cade sull'antica Chiesa di Santa Maria, bisognosa di grandi restauri. La collezione trova così la sua sede ideale e la Chiesa comincia a rivivere. Ecco a questo punto ha origine l'idea di creare un Centro Cultura attraverso il quale condividere questi preziosi e suggestivi spazi, carichi di bellezza e di storia, con proposte culturali e sociali capaci di favorire la rinascita del Borgo e contribuire ad un totale recupero del monumento.
I suoi spazi interni ed esterni sono quindi a disposizione di studiosi ed artisti, mostre e concerti, rappresentazioni teatrali, iniziative culturali in genere, momenti di riflessione e confronto, esercizi spirituali.

## Il campanile
Un discorso a parte merita il campanile. La parte inferiore della torre, fino al compimento del secondo ordine di bifore, pare riferibile al XIII secolo e, quindi, con buona probabilità alla stessa epoca della chiesa. Rimane, tuttavia, qualche dubbio sulla datazione a questa fase delle bifore che potrebbero essere state rimaneggiate in occasione della ripresa successiva (interventi riconducibili al XIV secolo), nel corso dei quali il campanile presumibilmente acquisì  l'attuale aspetto. Sul lato est della struttura vi è la traccia di appoggio di un tetto a spiovente che, per la quota, può essere assimilabile alla fase costruttiva tre-quattrocentesca. Allo stesso periodo è riferibile, sullo stesso lato, più in basso, un residuo d'intonaco sagomato superiormente secondo la campata duecentesca che si addossava: su di esso, nella zona più angolare, s'intravedono ancora segni di alcune ampie pennellate di un affresco però illeggibile. La parte sud del campanile, allo stesso livello, risulta intonacata e martellinata.